# Partido Revolucionario de los Trabajadores (México)
El Partido Revolucionario de los Trabajadores (PRT) es un partido político mexicano de inspiración trotskista que perdió su registro como partido oficial con el Instituto Federal Electoral en 1991, aunque continúa apoyando a otras organizaciones en las áreas de activismo social, económico y político. Fue fundado, en su mayoría, por maestros y estudiantes de la UNAM.

## Historia
La mayor parte de los fundadores participaron en los movimientos estudiantiles populares de 1968 y 1971, así como en las luchas campesinas y sindicales de los años 1970, por lo que mediante procesos de fusión de diversas tendencias y corrientes trotskistas y algunas de origen o influencia guevarista, como el Grupo Comunista Internacionalista (GCI), la Liga Socialista (LS) y la Liga Obrera Marxista (LOM), fundaron el PRT en 1976.
El PRT obtuvo su registro legal en 1979, participando en las elecciones presidenciales de 1982 con la candidatura de Rosario Ibarra de Piedra. En 1988, en alianza con organizaciones de izquierda, constituyó una coalición denominada Unidad Obrera Campesina Popular, logrando obtener una fracción parlamentaria.
El PRT ha seguido una línea de participación política en diversos movimientos sociales, llegando en la década de 1970 a un gran auge, a la vanguardia de varias luchas de la clase trabajadora y del campesinado, siendo uno de los principales impulsores del feminismo y del reconocimiento de los derechos lésbico-gays.
En su historia ha experimentado diversas luchas políticas internas, que en ocasiones se han traducido en rupturas organizativas. Una de ellas fue la Fracción Bolchevique, de orientación morenista. Tras la Revolución de Nicaragua esta fracción rompió definitivamente con el PRT para conformar el Partido Obrero Socialista en 1980.
El mayor desarrollo político del PRT se extendió de 1976 hasta 1988, cuando creció su presencia política y organizativa en diversos estados de la república. El resultado electoral de las elecciones presidenciales de 1988 llevó a una protesta conjunta de Rosario Ibarra, Cuauhtémoc Cárdenas y Manuel Clouthier. Sin embargo, no se consumó nada y el PRT perdió su registro legal.
Posteriormente, el PRT participó en las elecciones federales de 1991 con registro condicionado al resultado de las elecciones, y en el curso del proceso experimentó una nueva escisión. Desde ese año a la actualidad, el PRT mantiene su existencia política sin reconocimiento del Instituto Nacional Electoral; sin embargo, es reconocido como Sección Mexicana del Secretariado Unificado de la Cuarta Internacional en su XVI Congreso Mundial, realizado en febrero de 2010 en Bélgica.
En 1996, Edgard Sánchez Ramírez llegó al liderazgo del partido, y este fue renombrado a Convergencia Socialista hasta 2009. Después de este breve periodo, la organización volvió a su nombre original de Partido Revolucionario de los Trabajadores.

### Candidatos a la Presidencia de la República
- (1982): Rosario Ibarra de Piedra
- (1988): Rosario Ibarra de Piedra

## Actualidad
El PRT ha creado un nuevo partido con la meta de conseguir reconocimiento con el Instituto Nacional Electoral, con el nombre de Organización Política del Pueblo y los Trabajadores (OPT). El liderazgo del nuevo partido es compartido con la Nueva Central de Trabajadores (NCT), la central sindical del Sindicato Mexicano de Electricistas (SME).
El PRT ha anunciado su apoyo al Ejército Zapatista de Liberación Nacional, y ha tenido una postura mixta respecto a la presidencia de Andrés Manuel López Obrador.[cita requerida]